# هيبوليتو يريغوين
هيبوليتو يريغوين (بالإسبانية: Hipólito Yrigoyen) (و. 1852 – 1933 م) هو محام، وسياسي، وكاتب عمومي من الأرجنتين ولد في بوينس آيرس.

## التعليم
تعلم في جامعة بوينس آيرس.

## روابط خارجية
- هيبوليتو يريغوين على موقع الموسوعة البريطانية (الإنجليزية)